# Serbia en los Juegos Paralímpicos de Londres 2012
Serbia estuvo representada en los Juegos Paralímpicos de Londres 2012 por un total de trece deportistas, nueve hombres y cuatro mujeres.

## Medallistas
El equipo paralímpico serbio obtuvo las siguientes medallas:
| Nombre              | Deporte       | Evento                   |
| ------------------- | ------------- | ------------------------ |
| Oro                 |               |                          |
| Tanja Dragić        | Atletismo     | Jabalina F12/13 femenino |
| Željko Dimitrijević | Atletismo     | Maza F31/32/51 masculino |
| Plata               |               |                          |
| Draženko Mitrović   | Atletismo     | Disco F54-56 masculino   |
| Borislava Perić     | Tenis de mesa | Individual 4 femenino    |
| Zlatko Kesler       | Tenis de mesa | Individual 3 masculino   |
| Bronce              |               |                          |
| —                   |               |                          |